# Dương Tố
Dương Tố (chữ Hán: 楊素, 544 - 31 tháng 8, 606), tự Xử Đạo (處道), người đất Hoa Âm, Hoằng Nông (nay thuộc tỉnh Thiểm Tây), là quyền thần triều Tùy, có công lớn mà cũng có tội lớn trong lịch sử Trung Quốc.

## Tiểu sử
Dương Tố xuất thân trong gia đình sĩ tộc. Ông nội là Dương Huyên, là Phụ Quốc Tướng quân dưới triều Bắc Ngụy, cha là Dương Phu, làm Thứ sử Phần Châu của Bắc Chu. Dương Tố lúc còn nhỏ rất cởi mở và có chí lớn, giỏi văn chương, làm Ký thất cho quan Thượng thư Bộ Lại Vũ Văn Hộ nhà Bắc Chu. Thời Bắc Chu Vũ Đế (Vũ Văn Ung) nhậm chức Tư Thành Đại phu, Xa Kỵ Tướng quân. Trong chiến dịch bình định nước Tề, ông lập được chiến công, được gia phong Thượng khai phủ, sau lại phong là Thành An huyện công, thực ấp có 1500 hộ.
Khi phò nhà Tùy, do có tham gia với Dương Kiên đoạt quyền nên càng được tin dùng. Do có công lao diệt nhà Trần nên được phong Thượng trụ quốc, Việt Quốc công.
Năm Khai Hoàng thứ 10 (590), do có công bình định được thế lực phản Tùy ở Kinh Châu và Giang Nam nên được thăng Thượng thư Tả bộc xạ, nắm giữ triều chính. Phe của Dương Tố phò Tấn Vương Dương Quảng, tham dự âm mưu bí mật của cung đình, phế Thái tử Dương Dũng, xúi giục Dương Quảng giết cha đoạt ngôi, sự việc thành công, ông ta được phong Sở Quốc Công, quan đến Tư đồ, quyền thế ngày một tăng.
Dương Tố tham lam tiền của, ra sức vun đắp gia sản, ở Đông Kinh, Tây Kinh đều có phủ đệ, hết sức xa xỉ. Lại còn chiếm đất mở rộng nhiều ruộng vườn nhà cửa, phân bố cả nghìn nơi ở các châu huyện. Năm Đại Nghiệp thứ 2 (606) thì bị bệnh chết. Năm Đại Nghiệp thứ 9 (613), con ông là Lễ bộ Thượng thư Dương Huyền Cảm dấy binh làm phản lại nhà Tùy, thất bại, cả nhà bị chém.

## Công lao
Dương Tố văn võ song toàn, ông ta giúp Chu Vũ Đế làm chiếu thư, đặt bút là thành chương, lời văn và ý nghĩa đều hay. Ông đã từng làm một bài thơ dài 700 chữ thuộc thể ngũ ngôn tặng cho Thứ sử Phiên Châu Tiết Đạo Hành, lời thơ thật hùng hồn, khoáng đạt; từng có 10 quyển Văn tập. Võ công của Dương Tố cũng hơn người thường, ông ta là một trong những trọng thần khai quốc của triều Tùy. Năm Đại Tượng đầu tiên triều Bắc Chu (580), Tổng quản Tương Châu Uất Trì Quýnh, Thứ sử Vinh Châu Vũ Văn Trụ... liên kết mang quân chống Dương Kiên tranh đoạt chính quyền Bắc Chu, Dương Tố được bổ nhiệm Đại tướng quân, đánh bại Trụ, Quỳnh, sau khi phá xong địch, ông nhậm chức Tổng quản Từ Châu.
Trong chiến dịch chinh phạt nhà Trần, Dương Tố làm Tổng quản Tín Châu, đóng bản doanh ở Vĩnh An, cho đóng chiến thuyền lớn có tên là "Ngũ Nha", bên trên cho cất lầu 5 tầng, cao trên trăm thước, chở 800 binh sĩ. Chiến thuyền thứ hai có tên là "Hoàng Long", chở được trên 100 binh sĩ. Ngoài ra còn có "Bình Thừa", "Trách Mãnh" là các chiến thuyền gọn nhẹ, chạy nhanh. Năm 589 cất quân đánh Trần, Dương Tố được phong Nguyên soái, thống lĩnh tất cả các chiến thuyền theo dòng sông xuôi về phía đông, thế như chẻ tre, đánh bại tướng Trần Thích Hân tại Tam Hiệp, rồi lại đánh bại nội sử Lữ Trọng Túc tại Kỳ Đình (nay thuộc phía Bắc thành phố Nghi Xương, tỉnh Hồ Bắc). Quân Trần đóng ở ven sông chưa đánh đã hàng. Dương Tố dẫn đại quân đến Hán Khẩu họp quân cùng Hiến Vương Dương Tuấn hoàn thành nhiệm vụ khống chế quân lực phía Tây của nhà Trần. Không lâu sau, ở Giang Nam có phản loạn, Dương Tố lại phụng mệnh đi dẹp. Đến nơi thì quân phiến loạn tan vỡ, Giang Nam được bình định. Khi ban thưởng, Dương Tố được thăng chức Thượng thư Hữu bộc xạ, cùng với Tả bộc xạ Cao Dĩnh nắm giữ triều chính, địa vị rất lớn.

## Khuyết điểm

### Tàn sát phu phen
Dương Tố là người đa tài nhưng tính tình tham lam hiểm độc. Mỗi lần ra trận, cầm quân đánh trận đều mượn cớ chém giết tướng sĩ để lấy uy. Khi tiếp cân quân địch, phái đi một đội tiên phong xung vào trận, nếu như rút lui không cố đánh thì sẽ bị chém tất. Tướng sĩ ai cũng sợ, nên chỉ còn nước là quyết chiến đến cùng, vô hình trung làm cho trận nào hầu như cũng thắng. Dương Tố xem mạng người như cỏ rác, nếu như nói ở chiến trận thì còn có thể bỏ qua, nhưng đây lại là việc xây cất cung thất thì thật là tàn ác. Năm Khai Hoàng thứ 13 (593), Dương Tố phụng mệnh xây dựng cung Nhân Thọ, ông ta đôn đốc lao dịch rất nghiêm khắc, người đi phu chết rất nhiều. Có nhiều người do đuối sức trong lúc làm việc mà khuỵu xuống, ông ta ra lệnh cho xô họ xuống hố, lấy đất đá lấp lại, nện thành đất bằng, người chết có đến trên số vạn!

### Đẩy Tùy Văn Đế vào chỗ xa xỉ
Tùy Văn Đế chỉ đạo nên tiết kiệm, nhưng cung Nhân Thọ được xây dựng cực kỳ tráng lệ, nên Tùy Văn Đế không được vui. Dương Tố biết rõ tính cách của Văn đế nên ông ta một mình lặng lẽ vào cửa sau nơi Hoàng hậu ở, nói với Hoàng hậu: 
"Phép đế vương là phải có li cung biệt quán, ngày nay thiên hạ thái bình, chỉ xây có một cung, thì có tốn hao gì chứ !" (Tùy thư, quyển 84).
Thế là Hoàng hậu nói lại, Văn Đế không những không trách cứ Dương Tố, ngược lại còn ban thưởng. Từ đó, từng bước Văn Đế bị Dương Tố đưa vào con đường xa xỉ, hàng năm đều cùng Hoàng hậu đến cung Nhân Thọ vui chơi, từ tháng 3 cho đến tháng 10, đến nỗi lưu luyến quên cả về. Cung Nhân Thọ được xây tại Kỳ Châu (nay thuộc huyện Phụng Tường tỉnh Thiểm Tây), cách thành Đại Hưng ở Trường An hơn 200 dặm. Trên đường đến cung còn cho xây thêm 12 tòa li cung. Như vậy Dương Tố đã xúi giục Văn Đế vào con đường xa xỉ.

### Giúp Dương Quảng làm ác
Tấn Vương Dương Quảng muốn đoạt ngôi Thái tử, Dương Tố tiếp tay giúp Quảng làm điều bạo ngược, ông nói nhỏ với Văn Đế rằng Thái tử Dũng kiêu ngạo ngang ngược, bất mãn với Triều đình, "sợ rằng hắn ta sẽ gây biến, nên cho phòng ngừa chặt chẽ." (Tùy thư, quyển 45).
Thế là Văn Đế quyết định phế truất Thái tử Dũng. Năm Nhân Thọ thứ 4 (604), Văn Đế bệnh nằm liệt giường, Dương Quảng cưỡng bức sủng phi của cha là Tuyên Hoa Phu nhân. Sự việc bại lộ, Văn Đế lệnh cho triệu Dương Dũng vào cung, định phục ngôi Thái tử. Dương Tố biết được, liền cấp báo cho Quảng hay, viết chiếu giả điều quân Cấm vệ vào Đông cung, lại hạ lệnh cho thuộc hạ dâng thuốc độc. Văn Đế băng hà, Dương Quảng soán vị thành công. Dương Tố vì tham sủng đã phò Tấn Vương, tham gia vào việc soán ngôi, bức hại Văn Đế, càng làm cho triều Tùy nhanh chóng đi đến diệt vong.